# Metrobank Center
Metrobank Center är en skyskrapa som ligger i BGC, Taguig, Filippinerna. Byggnaden stod färdig 2017. Metrobank Center är 259.1 meter högt upp till taket, 318 meter inkluderat spiran som monterades upp 2015, 40 meter brett längst ner och har 66 våningar.

## Höjdranking
nr. 1 högst i Filippinerna